# Bítov (Koněprusy)

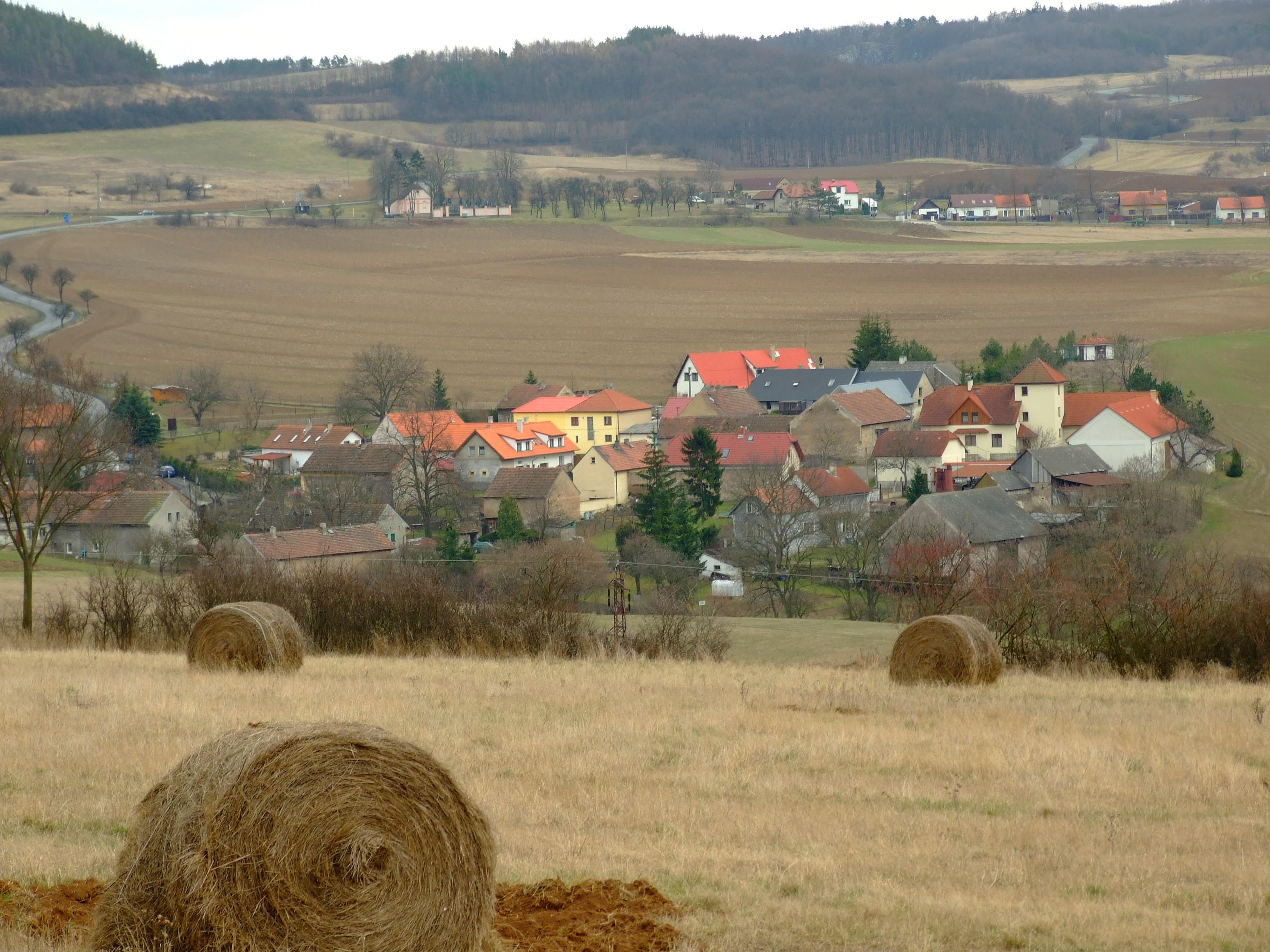
Ortsansicht

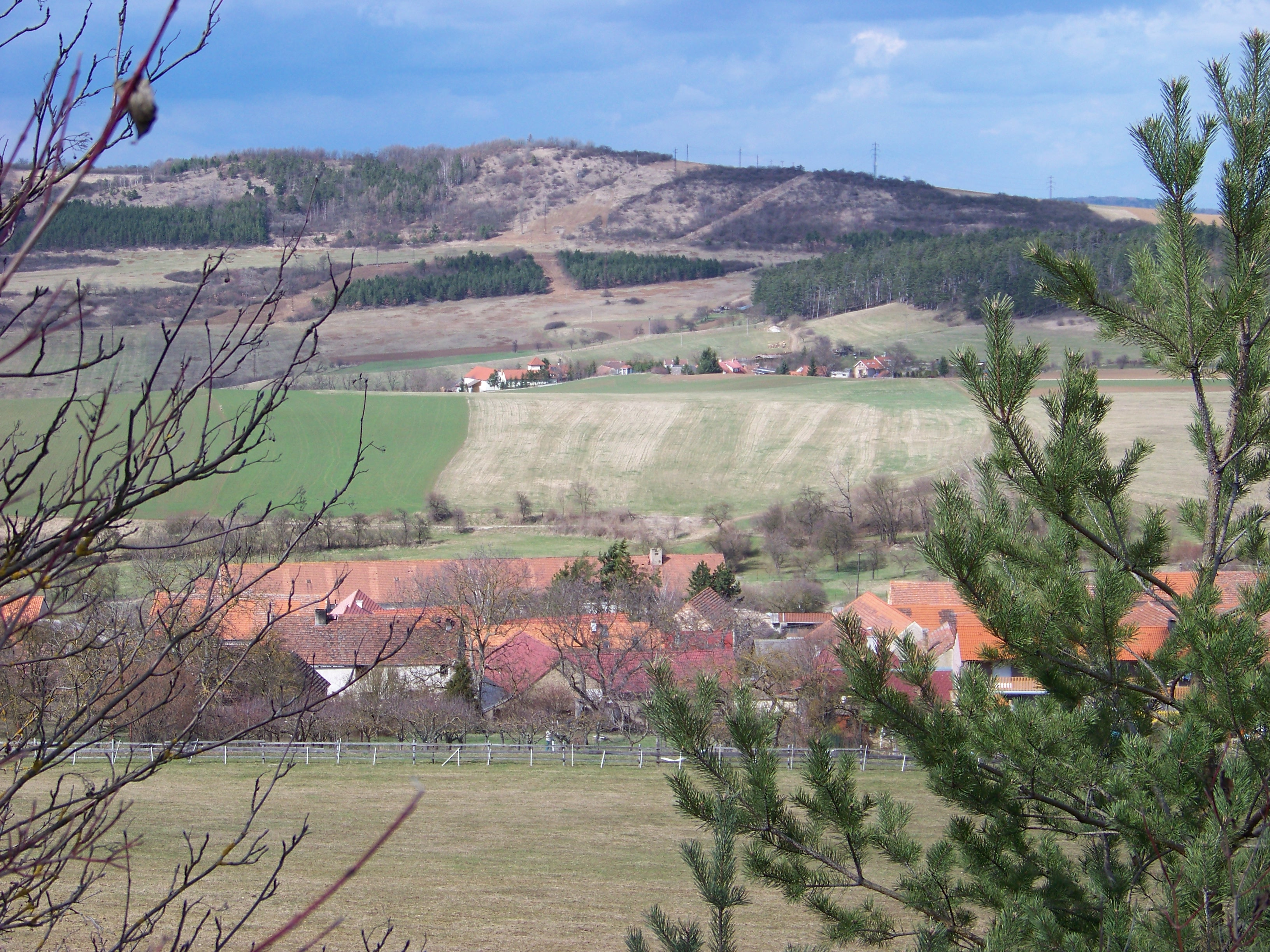
Blick vom Zlatý kůň über Koněprusy und Bítov zum Velký Kosov

Bítov, bis 1924 Bytov (deutsch Bittow, 1939–45 Beuten) ist ein Ortsteil der Gemeinde Koněprusy in Tschechien. Er liegt vier Kilometer südlich von Beroun und gehört zum Okres Beroun.

## Geographie
Bítov befindet sich westlich des Landschaftsschutzgebietes Český kras (Böhmischer Karst) in der Brdská vrchovina. Das Dorf liegt  rechtsseitig über dem Tal des Baches Suchomastský potok am Quellgrund des Bítovský potok. Nördlich erhebt sich der Velký Kosov (451 m), im Osten der V Neckách (403 m) und der Tobolský vrch (467 m), südöstlich der Velký vrch (441 m), im Süden der Zlatý kůň (475 m) sowie südwestlich die Koukolova hora (471 m). Westlich des Dorfes führt die Anschlussbahn vom Steinbruch Velkolom Čertovy schody entlang des Suchomastský potok nach Králův Dvůr. Im Nordwesten liegt der Stausee Suchomasty.
Nachbarorte sind Jarov, Hvížďalka und Zavadilka im Norden, Koledník und Tetín im Nordosten, Koda, Krupná und Korno im Osten, Tobolka und Měňany im Südosten, Koněprusy im Süden, Havlíčkův Mlýn, Amerika, Tmaň und Slavíky im Südwesten, U Hůlů, Na Mandátě, Křižatky, Litohlavy und Popovice im Westen sowie Karlova Huť, Počaply und Králův Dvůr im Nordwesten.

## Geschichte
Nach alten Überlieferungen soll auf dem Zlatý kůň eine Kultstätte für die heidnische Gottheit Svantovit gewesen sein.
Die erste schriftliche Erwähnung des Ortes erfolgte im Jahre 1257, als König Ottokar II. Přemysl dem Prager Spital der Kreuzherren mit dem Roten Stern den Vorwerkshof Bitow schenkte. Der Hof wurde später emphyteutisiert und auf seinen Fluren das Dorf angelegt.
Zum Ende des 13. Jahrhunderts entstand in Bítov ein Vladikensitz, Besitzer des Dorfes waren zu dieser Zeit die Prager Kreuzherren. Als Besitzer der Feste Bítov sind 1324 Markvart und Michal von Bítov nachweisbar, im Jahre 1421 gehörte sie den Brüdern Jan Sláma und Jakub von Bítov. Später wurde das Dorf der Herrschaft Königshof zugeschlagen. Während des Dreißigjährigen Krieges verwüsteten im Jahre 1634 sächsische Truppen die Gegend, fünf Jahre später fiel das schwedische Heer unter Feldmarschall Banér ein. Nach dem Ende des Krieges war Bítov weitgehend verödet. In der berní rula wurde lediglich der Vorwerkshof mit zwei Wiesen und 302 Strich Ackerland aufgeführt.
Die Verwaltung und Erträge des Königshofer Anteils der Kameralherrschaft Zbirow wurden 1834 als k.k. Montan-Herrschaft bzw. Berg-Cameralherrschaft Königshof dem k.k. Montan-Aerar zugewiesen. Sie blieb dabei dem k.k. Oberamt Zbirow untergeordnet, erhielt jedoch einen Amtsverwalter. Die Bewohner des Dorfes lebten ursprünglich von der Landwirtschaft; seit dem 19. Jahrhundert verdient sich ein Teil seinen Lebensunterhalt durch Arbeit in den Steinbrüchen, in der Zementfabrik Königshof bzw. den Eisenwerken Karlshütten.
Im Jahre 1846 bestand das im Berauner Kreis gelegene Dorf Bittow bzw. Bitow aus 18 Dominikalhäusern mit 166 Einwohnern. Im Ort gab es ein obrigkeitliches Forsthaus. Am Hügel Kosow betrieb die Herrschaft einen Kalksteinbruch, in dem Zditzer Kalk gewonnen wurde. Pfarrort war Počapl. Bis zur Mitte des 19. Jahrhunderts blieb das Dorf der k.k. Montan-Herrschaft Königshof untertänig.
Nach der Aufhebung der Patrimonialherrschaften bildete Bytov / Bittow ab 1850 einen Ortsteil der Gemeinde Koněprusy im Gerichtsbezirk Beroun. 1860 wurde in Koněprusy ein eingeschossiges Schulhaus eingeweiht, in die neue Schule wurden auch die Kinder aus Bytov, die zuvor in Počaply unterrichtet wurden, eingeschult. 1868 wurde das Dorf dem Bezirk Hořowitz zugeordnet. Jarov wurde 1881 eigenständig. 1898 nahm die Kleinbahn Králův Dvůr – Beroun – Koněprusy (Drobná dráha Králův Dvůr – Beroun – Koněprusy, KBK), die die Kalksteinbrüche mit der Zementfabrik Karlova Huť verband, den Betrieb auf. Im Jahre 1900 lebten in den 22 Häusern von Bytov 101 Personen. Bis zum Ersten Weltkrieg stieg die Zahl der Einwohner auf 130 an. Ab 1920 bildete Bytov eine eigene Gemeinde. Seit 1936 gehört Bítov zum Okres Beroun. 1960 wurde Bítov nach Koněprusy eingemeindet. Die 760-mm-Kleinbahn Králův Dvůr – Beroun – Koněprusy wurde 1962 stillgelegt und die Strecke später abgebaut. Im Jahre 1991 hatte das Dorf 33 Einwohner, beim Zensus von 2001 lebten in den 16 Wohnhäusern von Bítov 31 Personen.  Nordwestlich von Bítov wird der ausgedehnte Steinbruch Kosov betrieben.

## Ortsgliederung
Der Ortsteil Bítov bildet zugleich auch den Katastralbezirk Bítov u Koněprus.

## Sehenswürdigkeiten
- Winterlinde auf dem Dorfplatz, Baumdenkmal
- Wegekreuz